# 長谷川公之
長谷川 公之（はせがわ きみゆき、1925年6月25日 - 2003年6月15日）は、日本の脚本家、美術評論家。
東京都生まれ。旧制府立高等学校を経て、千葉医科大学医学部卒業。警視庁刑事部鑑識課法医学室に勤務した経験を活かして、科学捜査と論理的な推理を基本にした東映の『警視庁物語』シリーズ24作品やTBSテレビの『七人の刑事』など数々のテレビドラマの脚本を書いた。映画の原作となる小説や映画のノベライズ作品も書いている。一方、美術評論家としても知られる。
日本シナリオ作家協会、日本推理作家協会、東洋陶磁学会、各会員。

## 人物・略歴
1950年、警視庁に入庁し、刑事部鑑識課法医学室で検死作業に従事する。一方、学生時代の著作が映画化されたことをきっかけに脚本家としての活動を並行し、警視庁総務部広報課をへて、1957年に筆業に専念するため警視庁を退職した。
島耕二監督の『君と行くアメリカ航路』（新東宝、1950年）で脚本家としてデビュー。
1950年代から、シナリオ作家協会の活動にも積極的に参加し、同協会の新人テレビシナリオコンクールの審査や後身の育成にもあたった。1996年から『シナリオ』誌上に、『創作のための『犯罪捜査』事典』を連載し、2000年に完結。同年6月に映人社から刊行。
西山事件をもとにした澤地久枝のノンフィクション作品『密約 外務省機密漏洩事件』 （1974年、中央公論社）を原作とする、テレビ朝日開局20周年記念テレビドラマ『密約 外務省機密漏洩事件』（1978年10月12日放送）の脚本を担当。本作は、1988年6月11日、逸見稔のオフィス・ヘンミにより、劇場用映画として公開。
1970年代から『美術手帖』などで版画等を中心とした美術評論活動を展開。1973年、季刊誌『版画芸術』の発刊をプロデュース。
2003年6月15日、呼吸不全のため東京都港区の病院で死去。墓所は多磨霊園。
2009年以降、密約の事実があったことを裏付ける証言や覚え書き文書が発見される中で、『密約』は、アニープラネットによって、2010年4月10日公開、映画雑誌に完全シナリオが掲載された。
映画作品は、協同組合日本シナリオ作家協会に信託、テレビ作品は協同組合日本脚本家連盟に信託されている。

## 主な脚本作品

### 映画
- 君と行くアメリカ航路（1950年）
- 東京のヒロイン（1950年）
- 若人の歌（1951年）
- 結婚案内（1952年）
- リンゴ園の少女（1952年）
- サラリーマンの歌（1953年）
- 若い瞳（1954年）
- 皇太子の花嫁（1955年）
- 新女性問答（1955年）
- 幻の馬（1955年）
- 警視庁物語シリーズ（1956年～1964年）
- 危険な英雄（1957年、東宝）
- てんてん娘（1956年 - 1957年）
- 花の大障碍（1955年） - 島耕二と共同
- いつか来た道（1959年） - 島耕二と共同
- あゝ特別攻撃隊（1960年）
- 女は抵抗する（1960年）
- 若い奴らの階段（1961年）
- 機動捜査班 無法地帯（1962年）
- 黒の商標（1963年）
- 黒の切り札（1964年）
- 夢のハワイで盆踊り（1964年）
- 制服の狼（1964年）
- 殺られる前に殺れ（1964年、大映）
- 間諜（1964年） - 原作
- 幸せなら手をたたこう（1964年）
- 売春地下組織（1964年）
- 大捜査網（1965年）
- 陸軍中野学校 雲一号指令（1966年）
- ザ・ガードマン 東京忍者部隊（1966年）
- 海のGメン 太平洋の用心棒（1967年）
- 女賭場荒し（1967年）
- あの試走車を狙え（1967年）
- 陸軍中野学校 竜三号指令（1967年）
- 女賭博師絶縁状（1968年、大映）
- 女賭博師乗り込む（1968年）
- 女賭博師鉄火場破り (1968年)
- 陸軍中野学校 開戦前夜（1968年）
- 鉄砲伝来記（1968年）
- 霧のバラード (1969年)
- 女秘密調査員 唇に賭けろ（1970年）
- 続・いそぎんちゃく（1970年）
- 十代の妊娠（1970年）
- 夜の診察室（1971年）
- 密約 外務省機密漏洩事件（1988年）

### テレビドラマ
- 七人の刑事（1961年）
- 丸出だめ夫（1966年）※ 主題歌の作詞も担当
- 刑事さん（1967年・1968年）メインライター
- キイハンター　第14話「贋札つかいの墓標」（1968年）
- プレイガール（1969年）
- 仮面ライダー（1971年）第49話・第51話[1]
- あの橋の畔で（1972年）
- ザ★ゴリラ7（1975年）
- ベルサイユのトラック姐ちゃん（1976年）
- 新幹線公安官（1977年・1978年）メインライター
- 江戸川乱歩の美女シリーズ（1978年）
- 鉄道公安官（1979年）
- 爆走!ドーベルマン刑事（1980年）
- 生きる（1981年）
- ザ・スキャンダル 女子大生と老教授 謎の四日間（1983年）

## 主な著書
- 「現代版画図鑑」（渓水社、1977年）
- 「新幹線公安官」（全国朝日放送、1978年）
- 「磯見輝夫全版画」（叢文社、1983年）ISBN 9784794700971
- 「暮しの<美>あれこれカタログ」（叢文社、1984年）
- 「島田章三全版画」（美術出版社、1986年）
- 「警視庁物語—長谷川公之シナリオ・コレクション」 （アートダイジェスト、1994年）　ISBN 9784900455214
- 「現代版画の基礎知識」（沖積舎、1995年）
- 「現代版画世界の100人」（栄光、1996年）
- 「日本美の狩人」（アートダイジェスト、1997年）